# 伊藤孝雄 (総務官僚)
伊藤 孝雄（いとう たかお）は、日本の総務官僚。総務省大臣官房審議官や、総務省関東管区行政評価局長、総務省政策統括官等を歴任した。

## 人物・経歴
山口県山口市出身。1977年 一橋大学法学部卒業、行政管理庁入庁。総務省行政評価局総務課長、総務省大臣官房審議官（行政評価局担当）等を経て、2008年 総務省関東管区行政評価局長。2011年から総務省政策統括官（統計基準担当）として、統計行政の総合調整にあたった。2012年総務省政策統括官（統計基準担当）付国際統計研究官。2023年瑞宝中綬章受章。